# إتقان
الإتقان معرفة الأدلة بعللها، وضبط القواعد الكلية بجزئياتها؛ وقيل الإتقان معرفة الشيء بيقين.
وقيل الإتقان عمل يتعلق بالمهارات التي يكتسبها الإنسان من مفاهيم تؤثر على الإنتاج في المستقبل بمعايير أداء عالية للغاية.

## الإتقان في الإسلام
- الإتقان سمة أساسية مطلوبة عند المسلم يربيها الإسلام فيه منذ ان يدخل فيه، ولها دور مهم في تغيير سلوكه ونشاطه وحياته، فالمسلم مطالب بالإتقان في كل عمل تعبدي أو سلوكي أو معاشي؛ لأن كل عمل يقوم به المسلم بنيّة العبادة هو عمل مجزيّ به عند الله، وإن قُبل منه هذا العمل يثاب عليه بالأجر والحسنات.
- أمر الرسول ﷺ أن يتقن الإنسان عمله، فقال: ((إن الله يحب إذا عمل أحدكم عملاً أن يتقنه))[3]

### آيات الإتقان في القرآن الكريم
1. قال تعالى: في سورة البقرة ﴿وَأَنْفِقُوا فِي سَبِيلِ اللَّهِ وَلَا تُلْقُوا بِأَيْدِيكُمْ إِلَى التَّهْلُكَةِ وَأَحْسِنُوا إِنَّ اللَّهَ يُحِبُّ الْمُحْسِنِينَ ۝١٩٥﴾ [البقرة:195].
2. قال تعالى: في سورة التوبة ﴿وَقُلِ اعْمَلُوا فَسَيَرَى اللَّهُ عَمَلَكُمْ وَرَسُولُهُ وَالْمُؤْمِنُونَ وَسَتُرَدُّونَ إِلَى عَالِمِ الْغَيْبِ وَالشَّهَادَةِ فَيُنَبِّئُكُمْ بِمَا كُنْتُمْ تَعْمَلُونَ ۝١٠٥﴾ [التوبة:105].
3. قال تعالى: في سورة الملك ﴿الَّذِي خَلَقَ الْمَوْتَ وَالْحَيَاةَ لِيَبْلُوَكُمْ أَيُّكُمْ أَحْسَنُ عَمَلًا وَهُوَ الْعَزِيزُ الْغَفُورُ ۝٢ الَّذِي خَلَقَ سَبْعَ سَمَاوَاتٍ طِبَاقًا مَا تَرَى فِي خَلْقِ الرَّحْمَنِ مِنْ تَفَاوُتٍ فَارْجِعِ الْبَصَرَ هَلْ تَرَى مِنْ فُطُورٍ ۝٣ ثُمَّ ارْجِعِ الْبَصَرَ كَرَّتَيْنِ يَنْقَلِبْ إِلَيْكَ الْبَصَرُ خَاسِئًا وَهُوَ حَسِيرٌ ۝٤﴾ [الملك:2–4].
4. قال تعالى: في سورة الذاريات ﴿وَالسَّمَاءَ بَنَيْنَاهَا بِأَيْدٍ وَإِنَّا لَمُوسِعُونَ ۝٤٧﴾ [الذاريات:47].
5. قال تعالى: في سورة النمل ﴿وَتَرَى الْجِبَالَ تَحْسَبُهَا جَامِدَةً وَهِيَ تَمُرُّ مَرَّ السَّحَابِ صُنْعَ اللَّهِ الَّذِي أَتْقَنَ كُلَّ شَيْءٍ إِنَّهُ خَبِيرٌ بِمَا تَفْعَلُونَ ۝٨٨﴾ [النمل:88].

### الإتقان في السنة النبوية المطهرة
قال الرسول صلى الله عليه وسلم:
1. «ما أكل أحد طعاما قط خيرا من أن يأكل من عمل يده، وإن نبي الله داود كان يأكل من عمل يده».
2. «لأن يأخذ أحدكم حبله فيحتطب على ظهره خير له من أن يأتي رجلا فيسأله، أعطاه أو منعه».
3. «ما من مسلم يغرس غرسا أو يزرع زرعا، فيأكل منه طير أو إنسان أو بهيمة إلا كان له به صدقة».
4. عن عبد الله بن عمروبن العاص سمعت رسول الله يقول: إن الله لا يقبض العلم انتزاعا ينتزعه من العباد، ولكن يقبض العلم بقبض العلماء، حتى إذا لم يبق عالما، اتخذ الناس رؤوسا جهالا، فسئلوا، فأفتوا بغير علم، فضلوا وأضلوا.
5. ومن الأحاديث التي تحث على إتقان العمل يقول الرسول (إن الله يحب إذا عمل أحدكم عملاً أن يتقنه).
6. ويقول رسول الله (ص): "من بات كالاً من عمل يده بات مغفوراً له" ويقول أيضاً "من بنى بنياناً من غير ظلم ولا اعتداء أو غرس غرساً في غير ظلم ولا اعتداء كان له أجر جار ما انتفع به من خلق الله تعالى.
7. وفي حديث البخاري عن أبي هريرة -رضي الله عنه: «لأن يحتطب أحدكم حزمة على ظهره خير له من أن يسأل أحدا فيعطيه أو يمنعه».

## صور الإتقان
- وتتمثل عملية الإتقان في تعلُّم المسلم للصلاة وأدائها بأركانها وشروطها التي تدرّب المسلم على الإتقان المادي الظاهري، بل على الإتقان الداخلي النفسي المتمثل في مراقبة الله عز وجل والخوف منه.
- والإتقان في المفهوم الإسلامي ليس هدفاً سلوكياً فحسب، بل هو ظاهرة حضارية تؤدي إلى رقي الجنس البشري، وعليه تقوم الحضارات، ويعمر الكون، وتثرى الحياة، وتنعش، ثم هو قبل ذلك كله هدف من أهداف الدين يسمو به المسلم ويرقى به في مرضاة الله والإخلاص له لأن الله لا يقبل من العمل إلا ما كان خالصاً لوجهه، واخلاص العمل لا يكون إلا بإتقانه.
- أن تعبد الله كأنك تراه هذا هو كمال الإتقان... (فإن لم تكن تراه فإنه يراك)
- أن تعلم قبل أن تعمل ذاك قمة الإتقان (باب العلم قبل القول والعمل) (فأعلم أنه لا إله إلا الله واستغفر لذنبك)
- أن تراقب الله في سرك كـ علانيتك ذلك هو الإخلاص في الإتقان (وقل أعملوا فسيرى الله عملكم ورسوله والمؤمنين)
- أن تحرص على محاسبة نفسك بإستمرار هذا هو الحرص على الإتقان (حاسبوا أنفسكم قبل أن تُحاسبوا)
- أن تأخذ بإسباب الإتقان وتبذل الجهد الصادق في ذلك هذا هو طريق الإتقان..(فخذها بقوة)

ولعلنا نلحظ أن من أسباب التخلف في المجتمعات الإسلامية افتقادها خاصية الإتقان كظاهرة سلوكية وعلمية في الأفراد والجماعات، وانتشار الصفات المناقضة للإتقان كالفوضى والتسيب وفقدان النظام وعدم المبالاة بقيمة الوقت واختفاء الإحساس الجمعي والإهمال والغش والخديعة، وهذا منعكس في فقدان المسلمين للثقة في كل شئ ينتج في بلادهم مع ثقتهم في ما ينتج في غير بلاد المسلمين.

والشباب المسلم يتعرض للكثير من المخاطر بفقدان هدف الإتقان في المناشط المتعلقة به بينما كان المسلمون الأوائل يحرصون على تعليم الشباب إتقان العمل حتى كان طالب الطب مطالباً بتحسين خطة وإتقانه قبل أن يتعلم مهنة الطب، ليكون الإتقان سمة خلقية سلوكية، وقيمة إنسانية.
وصفة الإتقان وصف الله بها نفسه لتنقل إلى عباده
قال تعالى: في سورة النمل﴿وَتَرَى الْجِبَالَ تَحْسَبُهَا جَامِدَةً وَهِيَ تَمُرُّ مَرَّ السَّحَابِ صُنْعَ اللَّهِ الَّذِي أَتْقَنَ كُلَّ شَيْءٍ إِنَّهُ خَبِيرٌ بِمَا تَفْعَلُونَ ۝٨٨﴾ [النمل:88].

## آثار عدم الإتقان
- تأخر النصر ، فمن أهم آثار عدم إتقان العمل، تأخر نصر الله، فكيف تنتصر أمة في ذيل الأمم، وفي مؤخرة الركب، عالة على غيرها، سلاحها من صنع عدوها، بل يستذلها عدوها بما يمن به عليها من الفتات مما يفضل عنه، تخلف الأمة.
- الإساءة إلى الدين وتشويه صورته، عدم الإتقان يقف ضد المسلمين، والسبب في تخلفهم الناتج عن عدم إتقانهم لأنهم مسلمون، أن سبب تخلف المسلمين وعدم إتقانهم هو بعدهم عن الإسلام، والتمسك به، فالإسلام يأبى أن يأكل مسلم حراما بعدم إتقانه للعمل، والإسلام من أهم أخلاقه الأمانة، والأمانة تقتضي من العامل أن يقوم بعمله على أكمل وجه، وأفضل حال.

## وصلات خارجية
- http://www.almoreed.com/itqan
- http://www.saffar.org